# Conte di Bristol

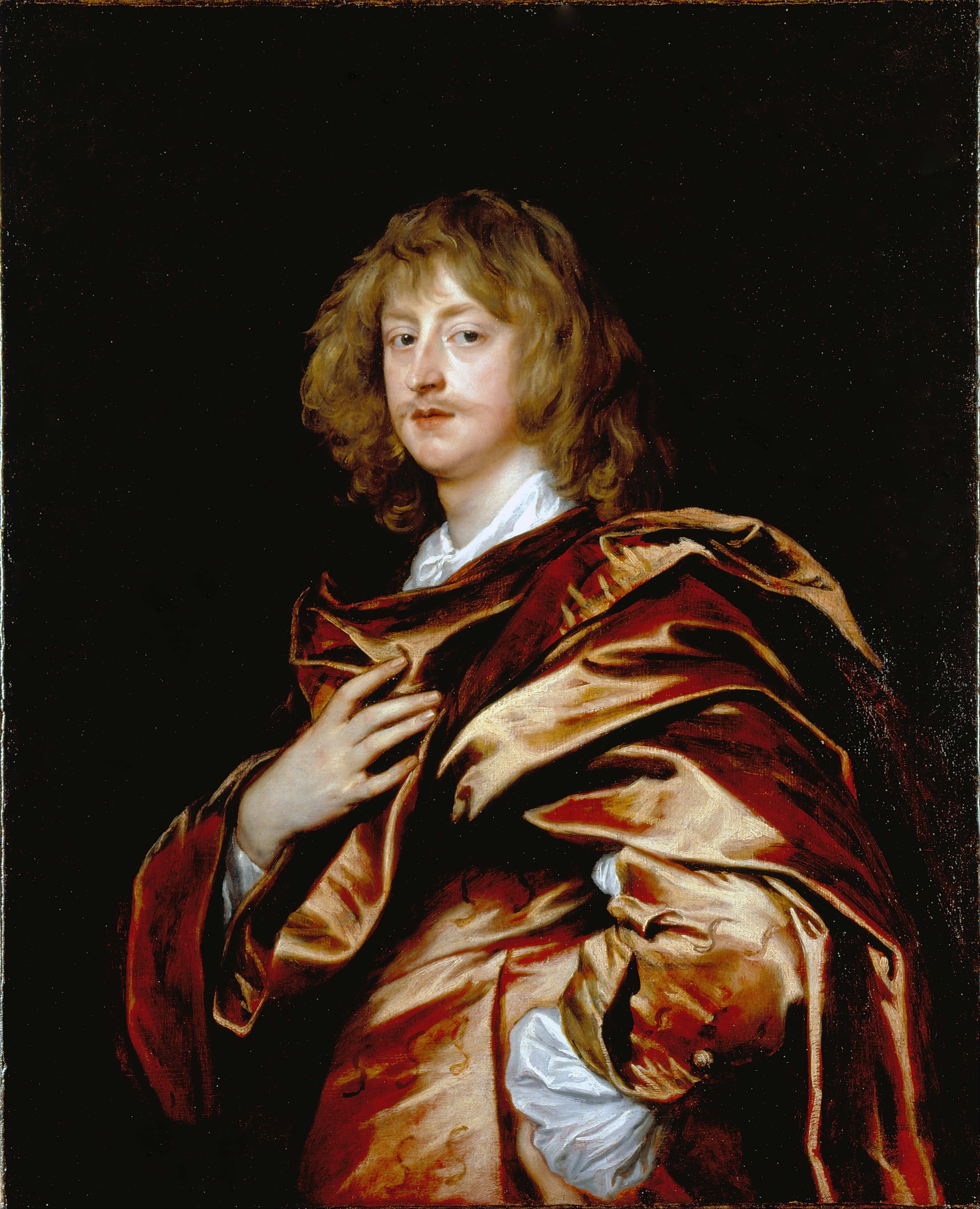
Il secondo conte di Bristol ritratto da van Dyck.

Il titolo di conte di Bristol fu creato due volte nella storia; rendeva Pari d'Inghilterra. La prima creazione avvenne nel 1622: re Giacomo I Stuart nominò primo conte il politico e diplomatico John Digby, che era stato a lungo ambasciatore in Spagna. Digby era già stato nominato barone Digby di Sherborne.
Gli succedette il figlio George come secondo conte; segretario di Stato di Carlo I Stuart. Durante la guerra civile inglese si schierò con i realisti e alla sua morte gli succedette il figlio John.
Il titolo venne creato una seconda volta per il marchese di Bristol.

## Conte di Bristol, prima creazione (1622)
- John Digby, I conte di Bristol (1586–1653)
- George Digby, II conte di Bristol (1612–1677)
- John Digby, III conte di Bristol (c. 1635–1698)

## Conte di Bristol, seconda creazione (1714)
- vedi Marchese di Bristol